# Thuidium unipinnatum
Thuidium unipinnatum là một loài rêu trong họ Thuidiaceae. Loài này được Y. M. Fang & T.J. Kop. mô tả khoa học đầu tiên năm 2001.